# ヨウシュンシャ
ヨウシュンシャ（陽春砂、学名: Amomum villosum）は、東南アジア全域と中国南部で栽培されているショウガ科植物である。カルダモンと同様に、果実のために栽培され、果実は成熟すると鞘へと乾燥し、強い芳香のある種子を含む。ヨウシュンシャはショウガ科の常緑植物で、木陰で育ち、高さは1.5から3.0メートルに成長する。枝と葉はショウガのものと似ている。ヨウシュンシャは、地面に広がった花が果実を付けるのに対して、枝上の花は付けないという特徴を持つ。花は3月と4月に咲き、色は白翡翠の色である。
陽春砂仁とも。名称は中国広東省陽春市に産することに由来する。

## 亜種
- シュクシャ（縮砂）Amomum villosum var. xanthioides (Wall. ex Baker) T.L.Wu & S.J.Chen[2]
  - シノニム: Amomum xanthioides Wallich.

## 利用
鞘は中薬学において胃痛や赤痢の治療のために、中国料理において風味付けのために使われる。

### 薬草学
ヨウシュンシャは甘味、酸味、苦味、塩味、そしてピリッとした味を持つ。その花、果実、根、茎、葉は薬として使うことができる。唐王朝以降、本草綱目といった多くの薬草に関する書物が、ヨウシュンシャの味は刺激性だがさわやかで、わずかに苦い、と述べている。

#### 砂仁
中薬の「砂仁」はヨウシュンシャ （A. villosum）、カイナンシャジン（海南砂仁、A. longiligulare）、シュクシャ（縮砂、A. xanthioides（= A. villosum var. xanthioides））を基原とする。
日本薬局方に収載されている生薬シュクシャ（縮砂）はA. xanthioides Wallich. を基原とする。

### 料理
ヨウシュンシャはよい薬味、香辛料である。

## 保護
種子および成熟果実に対する需要により、そして地域住民による森での焼畑農業の阻止のため、ヨウシュンシャの栽培とゴムノキとの混植が雲南省と広東省の政府によって推奨されてきた。しかしながら、森林におけるヨウシュンシャの広範な栽培は中国西南部の熱帯雨林における種の多様性の減少をもたらしている。